# سوسنوفکا (شهرستان زارینسکی، سرزمین آلتای)
سوسنوفکا (به لاتین: Sosnovka) یک منطقهٔ مسکونی در روسیه است که در سرزمین آلتای واقع شده‌است.